# Born in the USA
Se även Born in the USA (sång).
Born in the USA är ett musikalbum av Bruce Springsteen, utgivet av skivbolaget Columbia Records den 4 juni 1984. Det spelades in på The Power Station och The Hit Factory i New York. Det är hans sjunde studioalbum. 
Albumet fick bra kritik för sin renodlade rock och nådde förstaplatsen på albumlistan i såväl USA som flera andra länder, däribland Sverige. Förstasingeln "Dancing in the Dark" blev Springsteens första verkliga hitsingel och nådde en andraplats på Billboardlistan. Efter den nådde ytterligare sex singlar från albumet topp 10 på Billboardlistan, vilket mycket få album lyckats med. Musiktidskriften Rolling Stone rankade albumet som nummer 85 på sin lista The 500 Greatest Albums of All Time.
Titellåten "Born in the USA" handlar om Vietnamveteraner som glömts bort av samhället i USA.
Turnén började i juni 1984 och avslutades i oktober 1985, och omfattade Nordamerika, Europa och Asien. Vid spelningen i Saint Paul den 29 juni 1984 spelade Springsteen in videon till singeln "Dancing in the Dark" med Courteney Cox som bjöds upp att dansa med sångaren på scen. Videon regisserades av Brian De Palma. Turnén nådde Sverige och den 8 och 9 juni 1985 spelade Springsteen på Ullevi. Konserterna lockade totalt 127 000 åskådare. Under extranumret "Twist and shout" hoppade publiken i en extas som fick arenans betongfundament att börja spricka. Efter dubbelkonserterna på Ullevi stängdes arenan för konsertverksamhet i drygt sex år. Låten blev därefter kallad för "The Stadium Breaker" bland Springsteens fans.

## Låtlista
Samtliga låtar är skrivna av Bruce Springsteen.
Sida ett
1. "Born in the USA" - 4:39
2. "Cover Me" - 3:26
3. "Darlington County" - 4:48
4. "Working on the Highway" - 3:11
5. "Downbound Train" - 3:35
6. "I'm on Fire" - 2:36

Sida två
1. "No Surrender" - 4:00
2. "Bobby Jean" - 3:46
3. "I'm Goin' Down" - 3:29
4. "Glory Days" - 4:15
5. "Dancing in the Dark" - 4:01
6. "My Hometown" - 4:33